# Franz von Hohenwart

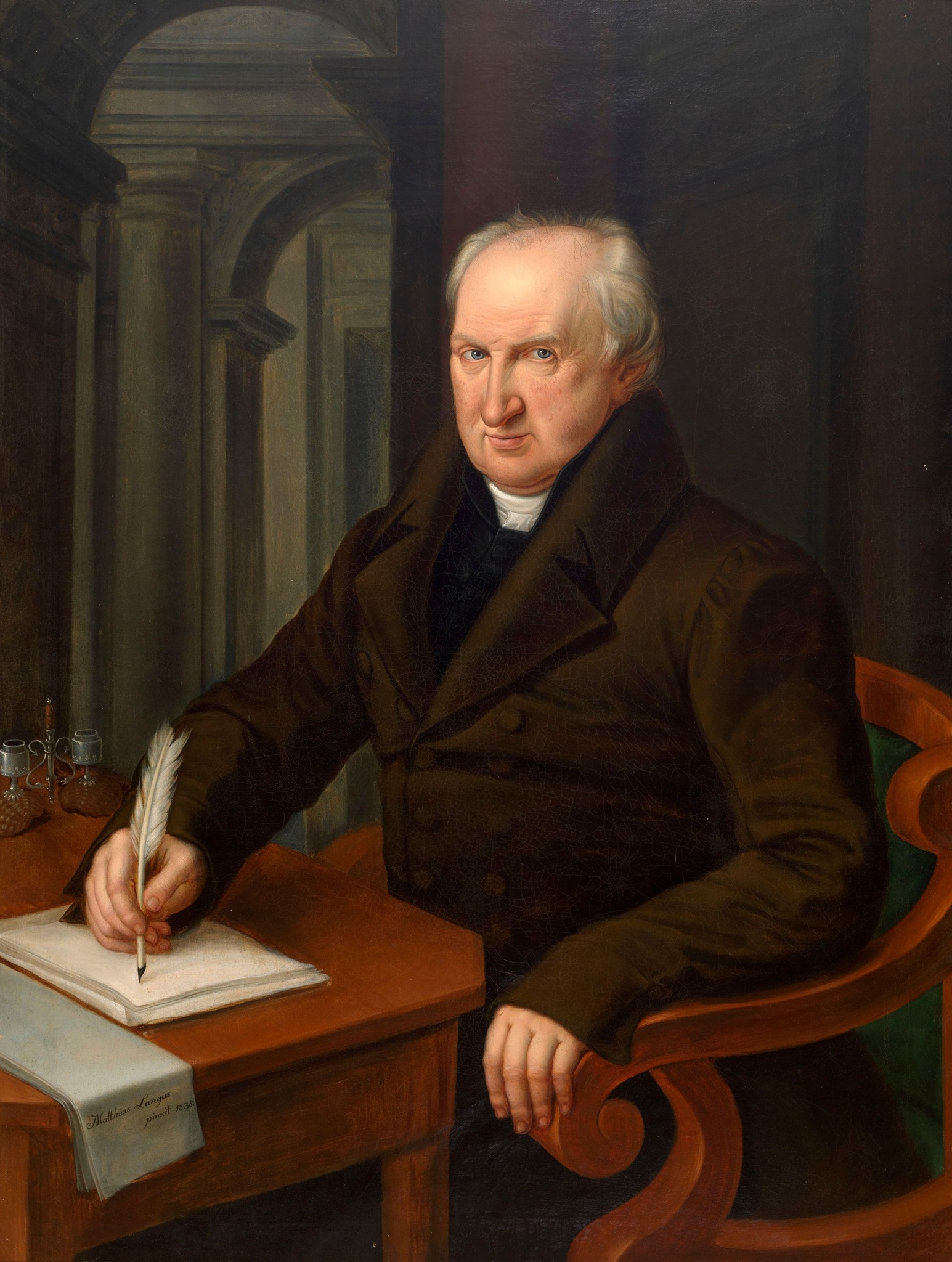
Franz von Hohenwart

Franz Josef Hannibal Graf von Hohenwart (ur. 24 maja 1771 w Lublanie, zm. 2 sierpnia 1844 tamże)  – słoweński przyrodnik.
Syn Georga Jacoba von Hohenwarta, przewodniczącego sądu ziemskiego w Krainie. W 1782 wyjechał uczyć się do Florencji, a następnie studiował nauki przyrodnicze w Wiedniu. Po powrocie do Lublany pełnił różne funkcje publiczne, od 1820 roku przeszedł na emeryturę. Z jego inicjatywy powstało muzeum w Lublanie. W 1832 roku opisał jaskinię Postojna, na jego cześć nazwano odkryty tam gatunek endemicznego chrząszcza Leptodirus hochenwartii.